# Liste von Sprengstoffanschlägen im Jahr 2001
Die Liste von Sprengstoffanschlägen im Jahr 2001 erfasst Anschläge mit Sprengladungen und anderen Spreng- und Brandvorrichtungen gegen Einrichtungen und Ansammlungen von Menschen, die im Jahr 2001 passierten. Zu den Formen zählen unter anderem Auto- und Rucksackbomben. Siehe auch Liste von Anschlägen auf Verkehrsflugzeuge.

## Liste
| Datum    | Ereignis                                                                    | Ort               | Staat       | Tote     | Verletzte | Anmerkung, Quellen                                                                      |       |
| -------- | --------------------------------------------------------------------------- | ----------------- | ----------- | -------- | --------- | --------------------------------------------------------------------------------------- | ----- |
| 1. Jan.  | Selbstmordattentat mit Autobombe                                            | Netanja           | Israel      | 0 (+1)   | 50        |                                                                                         |       |
| 5. Jan.  | Granatenangriff auf Militärfahrzeug                                         | Srinagar          | Indien      | 0        | 27        | [ 1 ]                                                                                   |       |
| 7. Jan.  | Granatenangriff auf Sicherheitskräfte in Fahrzeug                           | Sopore            | Indien      | 0        | 26        | [ 2 ]                                                                                   |       |
| 8. Jan.  | Selbstmordattentat mit Autobombe auf Zivilisten                             | Netanja           | Israel      | 0 (+1)   | 24        | [ 3 ]                                                                                   |       |
| 10. Jan. | Anschlag mit Autobombe auf Zivilisten                                       | Medellín          | Kolumbien   | 0        | 50+       | [ 4 ]                                                                                   |       |
| 18. Jan. | Sprengstoffanschlag auf den Flughafen Amsterdam Schiphol                    | Amsterdam         | Niederlande | 0        | 3         | [ 5 ]                                                                                   |       |
| 19. Jan. | Sprengstoffanschlag auf Lebensmittelmarkt                                   | Köln              | Deutschland | 0        | 1         | [ 6 ]                                                                                   |       |
| 21. Jan. | Anschlag mit Landmine auf Fahrzeug                                          | Srinagar          | Indien      | 6        | 22        | [ 7 ]                                                                                   |       |
| 16. Feb. | Bombenanschlag auf serbische Reisebusse bei Podujevo                        | Podujevo          | Serbien     | 12       | 43        | Anschlag mit ferngesteuertem Sprengsatz auf einen Buskonvoi.                            | [ 8 ] |
| 18. Feb. | Sprengstoffanschlag auf serbisches Polizeifahrzeug                          | Lucane            | Jugoslawien | 3        | 0         | [ 9 ]                                                                                   |       |
| 20. Feb. | Anschlag mit Autobombe auf Militärakademie                                  | Bogotá            | Kolumbien   | 0        | 20        | [ 10 ]                                                                                  |       |
| 24. Feb. | Sprengstoffanschlag auf Bushaltestelle, Soldaten und Zivilisten             | Laghouat          | Algerien    | 3        | 27        | [ 11 ]                                                                                  |       |
| 4. Mrz.  | Sprengstoffanschlag auf Markt und Zivilisten                                | Netanja           | Israel      | 2        | 23        | [ 12 ]                                                                                  |       |
| 9. Mrz.  | Anschlag mit Autobombe auf Polizisten                                       | Hernani           | Spanien     | 1        | 1         | [ 13 ]                                                                                  |       |
| 14. Mrz. | Sprengstoffanschlag auf Markt                                               | Kampala           | Uganda      | 2        | 7         | [ 14 ]                                                                                  |       |
| 17. Mrz. | Anschlag mit Autobombe auf Hotel                                            | Roses             | Spanien     | 1        | 3         | [ 15 ]                                                                                  |       |
| 24. Mrz. | Anschlag mit Autobombe auf Markt                                            | Mineralnyje Wody  | Russland    | 18       | 86        | [ 16 ]                                                                                  |       |
| 27. Mrz. | Selbstmordattentat auf Bus                                                  | Jerusalem         | Israel      | 0 (+1)   | 28        | [ 17 ]                                                                                  |       |
| 1. Apr.  | Sprengstoffanschlag auf Zivilisten                                          | Dhaka             | Bangladesch | 1        | 50        | [ 18 ]                                                                                  |       |
| 1. Apr.  | Granatenangriff auf Konzert                                                 | Kurunegala        | Sri Lanka   | 10 (+1)  | 150+      | [ 19 ]                                                                                  |       |
| 8. Apr.  | Sprengstoffanschlag auf Bahnhof                                             | Hat Yai           | Thailand    | 1        | 38        | [ 20 ]                                                                                  |       |
| 11. Apr. | Sprengstoffanschlag auf Kundgebung                                          | Dhaka             | Bangladesch | 0        | 40        | [ 21 ]                                                                                  |       |
| 22. Apr. | Selbstmordattentat auf Bushaltestelle und Zivilisten                        | Kfar Saba         | Israel      | 1 (+1)   | 50        | [ 22 ]                                                                                  |       |
| 23. Apr. | Sprengstoffanschlag auf Markt                                               | nahe Islamabad    | Pakistan    | 0        | 25        | [ 23 ]                                                                                  |       |
| 26. Apr. | Granatenangriff auf Markt                                                   | Jammu und Kashmir | Indien      | 2        | 22        | [ 24 ]                                                                                  |       |
| 30. Apr. | Granatenangriff auf Einkaufszentrum                                         | Caloocan          | Philippinen | 0        | 30        | [ 25 ]                                                                                  |       |
| 4. Mai   | Sprengstoffanschlag auf Moschee                                             | Herat             | Afghanistan | 10       | 30        | [ 26 ]                                                                                  |       |
| 4. Mai   | Anschlag mit Autobombe auf Hotel                                            | Cali              | Kolumbien   | 4        | 25        | [ 27 ]                                                                                  |       |
| 17. Mai  | Anschlag mit Autobombe auf Gewerbegebiet                                    | Medellín          | Kolumbien   | 8        | 137       | [ 28 ]                                                                                  |       |
| 18. Mai  | Selbstmordattentat auf Einkaufszentrum                                      | Netanja           | Israel      | 3 (+1)   | 31        | [ 29 ]                                                                                  |       |
| 25. Mai  | Selbstmordattentat mit Autobombe auf Bus und Zivilisten                     | Chadera           | Israel      | 0 (+2)   | 60        | [ 30 ]                                                                                  |       |
| 25. Mai  | Sprengstoffanschlag auf Universität                                         | Bogotá            | Kolumbien   | 4        | 20        | [ 31 ]                                                                                  |       |
| 1. Jun.  | Selbstmordattentat auf Nachtclub                                            | Tel Aviv-Jaffa    | Israel      | 21 (+1)  | 100       | [ 32 ]                                                                                  |       |
| 2. Jun.  | Granatenangriff auf Bushaltestelle und Militärpatrouille                    | Kupwara           | Indien      | 2        | 32        | [ 33 ]                                                                                  |       |
| 8. Jun.  | Granatenangriff auf Moschee                                                 | Badgam            | Indien      | 4        | 50        | [ 34 ]                                                                                  |       |
| 10. Jun. | Anschlag mit Autobombe auf Bürogebäude                                      | Logroño           | Spanien     | 0        | 2         | [ 35 ]                                                                                  |       |
| 16. Jun. | Selbstmordattentat auf Parteibüro                                           | Narayanganj       | Bangladesch | 18 (+3)  | 100+      | [ 36 ]                                                                                  |       |
| 19. Jun. | Anschlag mit 3 Autobomben auf Gerichtsgebäude und Polizeistation            | Gudermes          | Russland    | 2        | 35        | [ 37 ]                                                                                  |       |
| 25. Jun. | Anschlag mit Rollerbombe auf Bahnhof                                        | Jammu             | Indien      | 0        | 40        | [ 38 ]                                                                                  |       |
| 28. Jun. | Sprengstoffanschlag auf Militärpersonal                                     | Madrid            | Spanien     | 0        | 16        | Anschlag mittels einer auf einem Fahrrad befestigten Rucksackbombe                      |       |
| 8. Jul.  | Sprengstoffanschlag auf Gebäude                                             | General Santos    | Philippinen | 0        | 22        | [ 40 ]                                                                                  |       |
| 10. Jul. | Anschlag mit Autobombe auf Zivilisten                                       | Madrid            | Spanien     | 1        | 12        | [ 41 ]                                                                                  |       |
| 22. Jul. | Sprengstoffanschlag auf Kirchen und Minibus                                 | Jakarta           | Indonesien  | 0        | 59        | [ 42 ]                                                                                  |       |
| 8. Aug.  | Anschlag mit Schusswaffen und Sprengstoff auf Polizeistation und Zivilisten | Antioquia         | Kolumbien   | 3        | 35        | [ 43 ]                                                                                  |       |
| 9. Aug.  | Selbstmordattentat auf Pizzeria                                             | Jerusalem         | Israel      | 15 (+1)  | 130       | [ 44 ]                                                                                  |       |
| 11. Aug. | Anschlag mit Landmine und Schusswaffen auf Passagierzug mit Flüchtlingen    |                   | Angola      | 259      | 160+      | [ 45 ]                                                                                  |       |
| 14. Aug. | Sprengstoffanschlag auf Zug                                                 | Uttar Pradesh     | Indien      | 4        | 20        | [ 46 ]                                                                                  |       |
| 18. Aug. | Anschlag mit Autobombe auf Hotel                                            | Salou             | Spanien     | 0        | 13        | [ 47 ]                                                                                  |       |
| 19. Aug. | Sprengstoffanschlag auf Markt                                               | Astrachan         | Russland    | 6        | 50        | [ 48 ]                                                                                  |       |
| 23. Aug. | Anschlag mit Autobombe auf Polizeistation                                   | Marinilla         | Kolumbien   | 1        | 20        | [ 49 ]                                                                                  |       |
| 23. Aug. | Sprengstoffanschlag auf Radiosender                                         | Medellín          | Kolumbien   | 0        | 35        | [ 50 ]                                                                                  |       |
| 29. Aug. | Sprengstoffanschlag auf Zivilisten                                          | Algier            | Algerien    | 0        | 34        | [ 51 ]                                                                                  |       |
| 8. Sep.  | Anschlag mit Landmine auf Schulbus                                          | Jammu und Kashmir | Indien      | 1        | 20        | [ 52 ]                                                                                  |       |
| 16. Sep. | Anschlag mit Schusswaffen und Sprengstoff auf Militärfähre                  | nahe Trincomalee  | Sri Lanka   | 21 (+10) | 65        | Anschlag mittels Selbstmordattentätern mit sprengstoffbeladenen Booten und Schusswaffen |       |
| 19. Sep. | Sprengstoffanschlag auf Markt                                               | Sialkot           | Pakistan    | 2        | 40        | [ 54 ]                                                                                  |       |
| 25. Sep. | Sprengstoffanschlag auf Brücke und Expresszug                               | Baghmara          | Indien      | 0        | 100       | [ 55 ]                                                                                  |       |
| 1. Okt.  | Selbstmordattentat mit Autobombe und Schusswaffen auf Regierungsgebäude     | Srinagar          | Indien      | 30 (+1)  | 60        | [ 56 ]                                                                                  |       |
| 12. Okt. | Anschlag mit Autobombe auf Tiefgarage                                       | Madrid            | Spanien     | 0        | 14        | [ 57 ]                                                                                  |       |
| 25. Okt. | Sprengstoffanschlag auf Hindu-Festival                                      | Assam             | Indien      | 4        | 24        | [ 58 ]                                                                                  |       |
| 28. Okt. | Sprengstoffanschlag auf Zivilisten                                          | Zamboanga City    | Philippinen | 11       | 48        | [ 59 ]                                                                                  |       |
| 6. Nov.  | Anschlag mit Autobombe auf Regierungsbeamten und Zivilisten                 | Madrid            | Spanien     | 0        | 95        | [ 60 ]                                                                                  |       |
| 10. Nov. | Sprengstoffanschlag auf Zivilisten                                          | Wladikawkas       | Russland    | 6        | 43        | [ 61 ]                                                                                  |       |
| 12. Nov. | Sprengstoffanschlag auf Zivilisten                                          | Maluku            | Indonesien  | 2        | 20        | [ 62 ]                                                                                  |       |
| 18. Nov. | Anschlag mit Schusswaffen und Sprengstoff auf Soldaten                      | Jammu und Kashmir | Indien      | 14 (+2)  | 29        | [ 63 ]                                                                                  |       |
| 19. Nov. | Anschlag mit Schusswaffen und Mörsern auf Soldaten                          | Sulu              | Philippinen | 4 (+48)  | 27 (+13)  | [ 64 ]                                                                                  |       |
| 20. Nov. | Sprengstoffanschlag auf Bushaltestelle                                      | Algier            | Algerien    | 0        | 29        | [ 65 ]                                                                                  |       |
| 23. Nov. | Granatenangriff auf Militärfahrzeug                                         | Srinagar          | Indien      | 1        | 22        | [ 66 ]                                                                                  |       |
| 1. Dez.  | Selbstmordattentat auf Zivilisten                                           | Jerusalem         | Israel      | 8 (+2)   | 170+      | [ 67 ]                                                                                  |       |
| 1. Dez.  | Granatenangriff auf Grenzsoldaten und Zivilisten an Taxistand               | Bandipore         | Indien      | 0        | 45        | [ 68 ]                                                                                  |       |
| 2. Dez.  | Anschlag mit Schusswaffen und Granaten auf Bus und Zivilisten               | Haifa             | Israel      | 15 (+1)  | 38        | [ 69 ]                                                                                  |       |
| 9. Dez.  | Selbstmordattentat auf Zivilisten an Bushaltestelle                         | nahe Haifa        | Israel      | 0 (+1)   | 28        | [ 70 ]                                                                                  |       |
| 9. Dez.  | Selbstmordattentat auf Bahnhof und Zivilisten                               | Naharija          | Israel      | 4 (+1)   | 30        | [ 71 ]                                                                                  |       |
| 12. Dez. | Anschlag mit Schusswaffen und Sprengstoff auf Bus mit israelischen Siedlern | Immanuel          | Israel      | 11 (+1)  | 30        | [ 72 ]                                                                                  |       |
| 14. Dez. | Sprengstoffanschlag auf McDonald’s-Filiale                                  | Xi’an             | China       | 2        | 27        | [ 73 ]                                                                                  |       |
| 15. Dez. | Artillerieangriff auf Helikopter                                            | Uíge              | Angola      | 24       | 0         | [ 74 ]                                                                                  |       |
| 22. Dez. | American-Airlines-Flug 63                                                   |                   |             | 0        | 0         | Attentäter Richard Reid versuchte, in seinen Schuhen versteckte Sprengsätze zu zünden.  |       |